# Karl Clauss Dietel

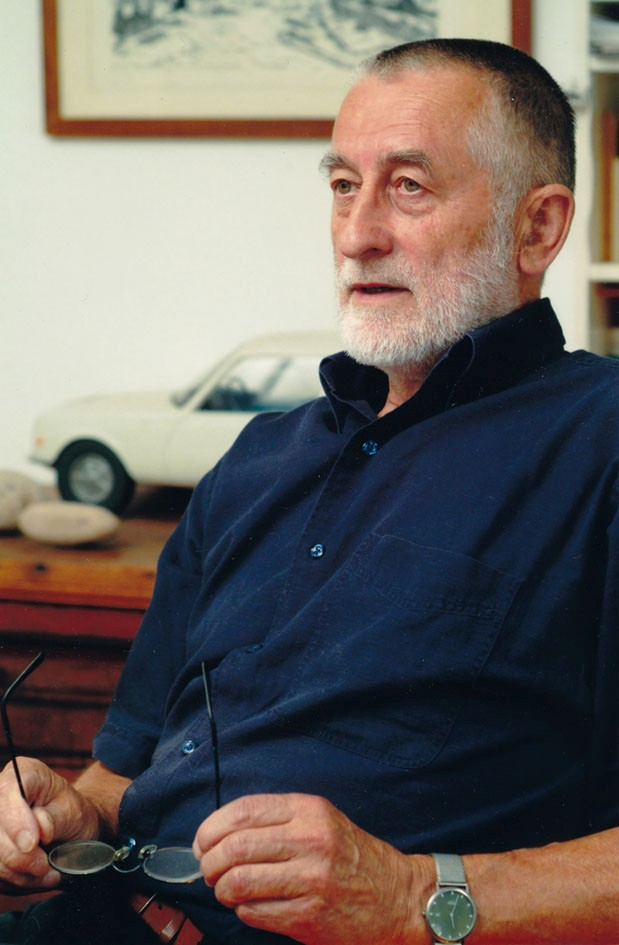
Clauss Dietel (2011)

Karl Clauss Dietel (* 10. Oktober 1934 in Reinholdshain bei Glauchau; † 2. Januar 2022 in Chemnitz) war ein deutscher Form- und Produktgestalter. Er entwarf in der DDR u. a. Fahrzeuge, Rundfunkgeräte, EDV-Anlagen, Schreibmaschinen und Strickmaschinen. Dietel war Professor an der Fachschule für angewandte Kunst Schneeberg, von 1986 bis 1990 deren Direktor, sowie von 1988 bis 1990 Präsident des Verbandes Bildender Künstler der DDR.

## Leben
Karl Clauss Dietel absolvierte von 1949 bis 1952 eine Ausbildung zum Maschinenschlosser in Glauchau. Er studierte 1953 bis 1956 an der Ingenieurschule für Kraftfahrzeugbau Zwickau und 1956 bis 1961 an der Hochschule für bildende und angewandte Kunst in Berlin-Weißensee, u. a. bei Ernst Rudolf Vogenauer. Anschließend arbeitete er als Formgestalter zunächst bis 1963 im VEB Zentrale Entwicklung und Konstruktion für den Fahrzeugbau (ZEK) Karl-Marx-Stadt. In seiner Diplomarbeit stellte er den Fahrzeugen der DDR aus gestalterischer Sicht ein negatives Urteil aus. Sie hätten meist das Prädikat „gestaltet“ nicht verdient bzw. seien als „nicht gestaltet“ zu bewerten. Ausgehend von seiner Diplomarbeit für einen Pkw mit erstmals rundem Fahrzeugbug und aerodynamisch optimalem Vollheck gestaltete er 1962 für das Automobilwerk Eisenach (AWE) den Grundentwurf zum Wartburg 353 auf Grundlage einer Skizze der AWE-Entwicklungsabteilung um Hans Fleischer. Die Innengestaltung des 353 entwarf er zusammen mit Lutz Rudolph.
Ab 1963 wirkte er als freischaffender Formgestalter. In der Zeit bis 1984 arbeitete Dietel an der Gestaltung von insgesamt sieben Nachfolgemodellen zum Pkw Trabant, ab etwa 1965 gemeinsam mit Lutz Rudolph. Vier dieser Fahrzeuge wurden komplett entwickelt (1:1-Modelle, Windkanal, Testfahrten mit Musterfahrzeugen etc.) und standen praktisch vor der Serienfertigung, wurden jedoch nicht realisiert. Herausragend war seine Weitsicht beim Entwurf von kompakten Vollheck-Pkw, die ihrer Zeit weit voraus waren, darunter Arbeiten am Trabant 603 und Konzeptstudien zum Wartburg 353 mit Vollheck-Karosserie. Schon 1963 veröffentlichte er ein Plädoyer für den kompakten Vollheck-Pkw.

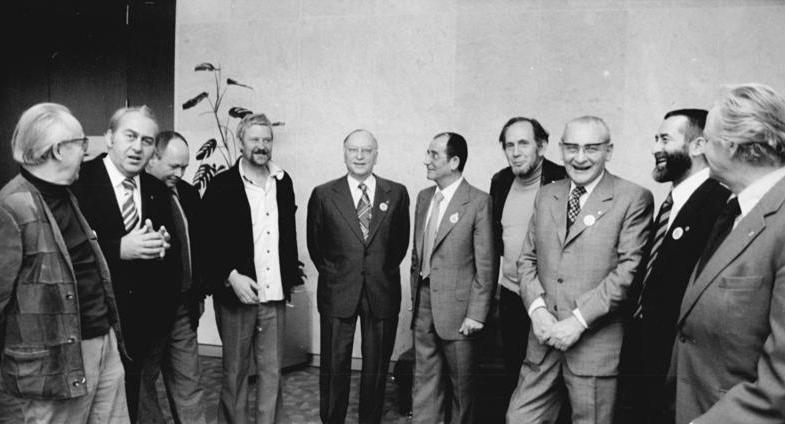
VIII. Kongress des Verbandes Bildender Künstler der DDR (Berlin, 1978)
V. l. n. r.: Herbert Sandberg (Grafiker), Konrad Naumann (Mitglied des Politbüros des ZK der SED und 1. Sekretär der Bezirksleitung Berlin), Walter Womacka (Maler), Jo Jastram (Bildhauer), Kurt Hager (Mgl. des Politbüros und Sekretär des ZK der SED), Willi Sitte (Maler), Bernhard Heisig (Maler), Paul Verner (Mgl. des Politbüros und Sekretär des ZK der SED), Clauss Dietel, Klaus Wittkugel (Grafiker)

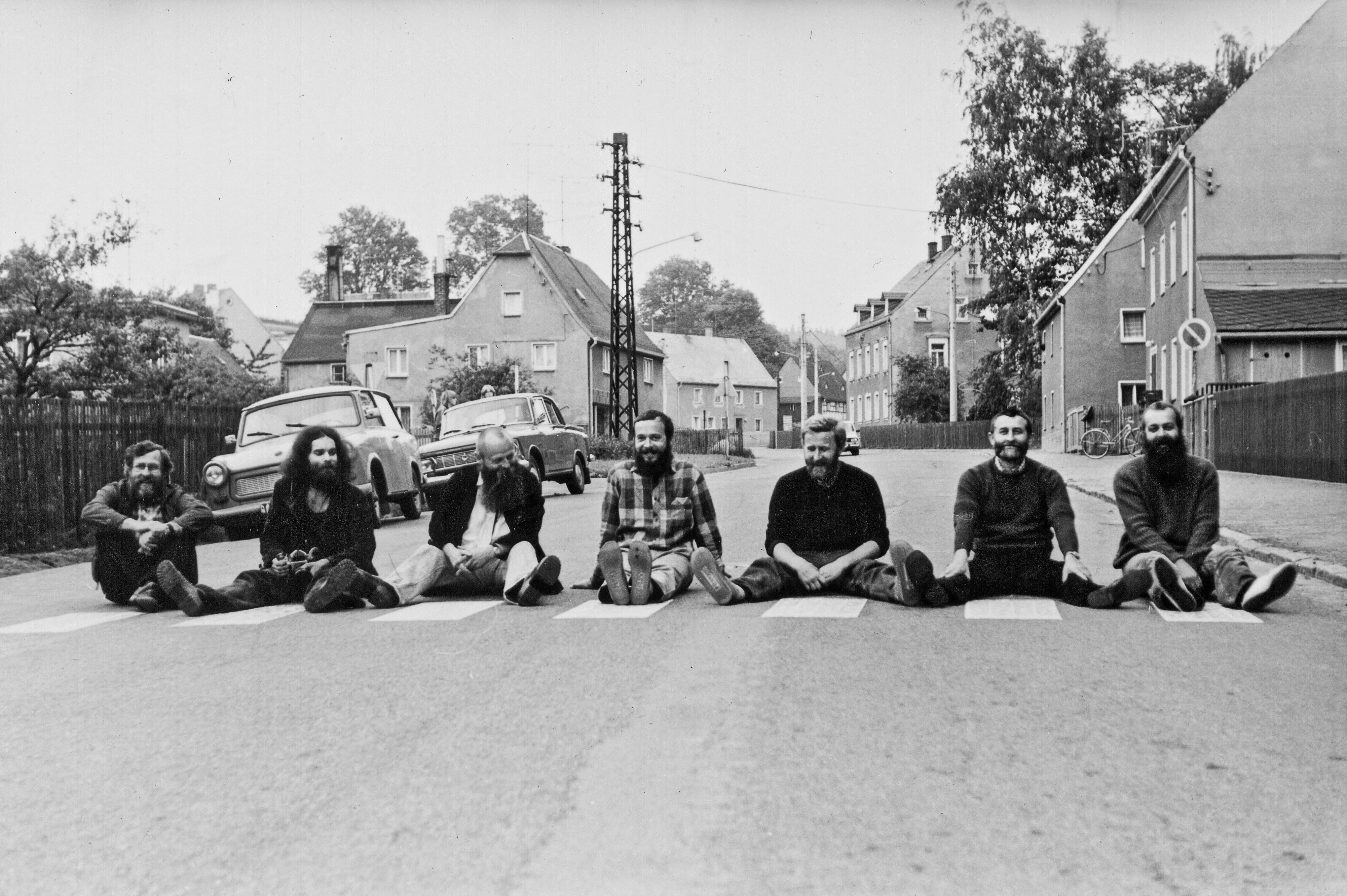
Künstler im Jahr 1981 vor der Galerie Clara Mosch in Adelsberg; vor ihnen auf die Straße geklebte Plakate der Ausstellung „Horst Bartnig – Konkrete Malerei / Grafik“.
Von links: Fritz Diedering, N. N., Horst Bartnig, Thomas Ranft, Michael Morgner, Clauss Dietel, Klaus Süß

Von 1967 bis 1975 unterrichtete er im Honorarauftrag an der Hochschule für industrielle Formgestaltung Halle, Burg Giebichenstein, danach an der Fachschule für angewandte Kunst in Schneeberg. Dort wurde er 1984 zum Professor berufen, von 1986 bis 1990 fungierte er als Direktor der Fachschule. Nach der deutschen Wiedervereinigung wurde er 1992 als Professor bestätigt.
1962 wurde er Kandidat, ab 1965 war er Mitglied des Verbandes Bildender Künstler Deutschlands (VBKD), später VBK/DDR. Von 1970 bis 1974 war er Vorsitzender der Sektion Formgestaltung/Kunsthandwerk des Verbandes. Von der Funktion eines der Vizepräsidenten des VBK, die er seit 1974 innehatte, trat er am 25. Juni 1981 aus Protest gegen die vom Amt für Industrielle Formgestaltung (AIF) der DDR ausgeübte „Auftragslenkung“ zurück. Nach dem Rücktritt des langjährigen Präsidenten Willi Sitte wurde Dietel 1988 zum Präsidenten des VBK gewählt, den er während der Wendezeit bis zu seiner Auflösung im Zuge der Wiedervereinigung 1990 leitete.
Clauss Dietel war Mitglied der SED und Mitglied der Bezirksleitung der SED in Karl-Marx-Stadt.
Seit 1959 wurde er durch das MfS observiert, unter anderem im Zusammenhang mit der Galerie und Künstlergruppe Clara Mosch in Karl-Marx-Stadt. Nach Rücktritt 1981 als VBK-Vizepräsident wurde daraus ein „Operativer Vorgang“ des MfS/DDR.
Besondere Beachtung fanden Dietels definierte Gestaltungsprinzipien. Unter anderem ist hier das Offene Prinzip zu benennen, das Entwürfe ermöglicht, die Zugang für Austausch, Pflege und Reparatur bieten. So können letztlich nicht nur technische Neuerungen an das Objekt angepasst werden, sondern ebenso die sich ändernden Ansprüche und Vorlieben der Nutzer. Eine anschauliche Umsetzung fand dieses Prinzip an den Kleinkrafträdern Simson S 50 und S 51.
Nach dem Ende der DDR arbeitete Dietel weiterhin als freischaffender Gestalter, u. a. für die Diamant Fahrradwerke in Chemnitz sowie für spezialisierte Klein- und Mittelunternehmen in Sachsen. Zudem schuf er architekturbezogene Kunst, z. B. am Mercure-Hotel Chemnitz. Zusammen mit Lutz Rudolph gewann er 1996 den ersten Preis im Architekturwettbewerb Stadtpavillon Chemnitz. Außerdem entwarf er Bauten für Volkswagen in Bratislava und Sachsen.
Als erster ostdeutscher Gestalter erhielt Clauss Dietel am 25. September 2014 den vom Bundeswirtschaftsministerium als höchste offizielle deutsche Auszeichnung im Bereich Design verliehenen Bundesdesignpreis für sein Lebenswerk. Dietel habe, so die Jury, die ostdeutsche Designentwicklung bis zur Jahrtausendwende maßgeblich mitgeprägt.
Der Großteil der Gestaltungsentwürfe von Karl Clauss Dietel sowie von Dietel/Rudolph wurde von dem Berliner Sachfotografen Georg Eckelt fotografiert.

## Zitate, Konzepte, Begriffe
- Offenes Prinzip, 1967[13]
- Gebrauchspatina, 1971/72, Erstveröffentlichung in form+zweck
- „Die großen 5 L“ (Langlebig, Leicht, Lütt, Lebensfreundlich, Leise)[14], 1981
- Hand und Serielles – Unikat und Serie, 1983
- Poesie des Funktionalen, 2000

## Werke
Gestaltung

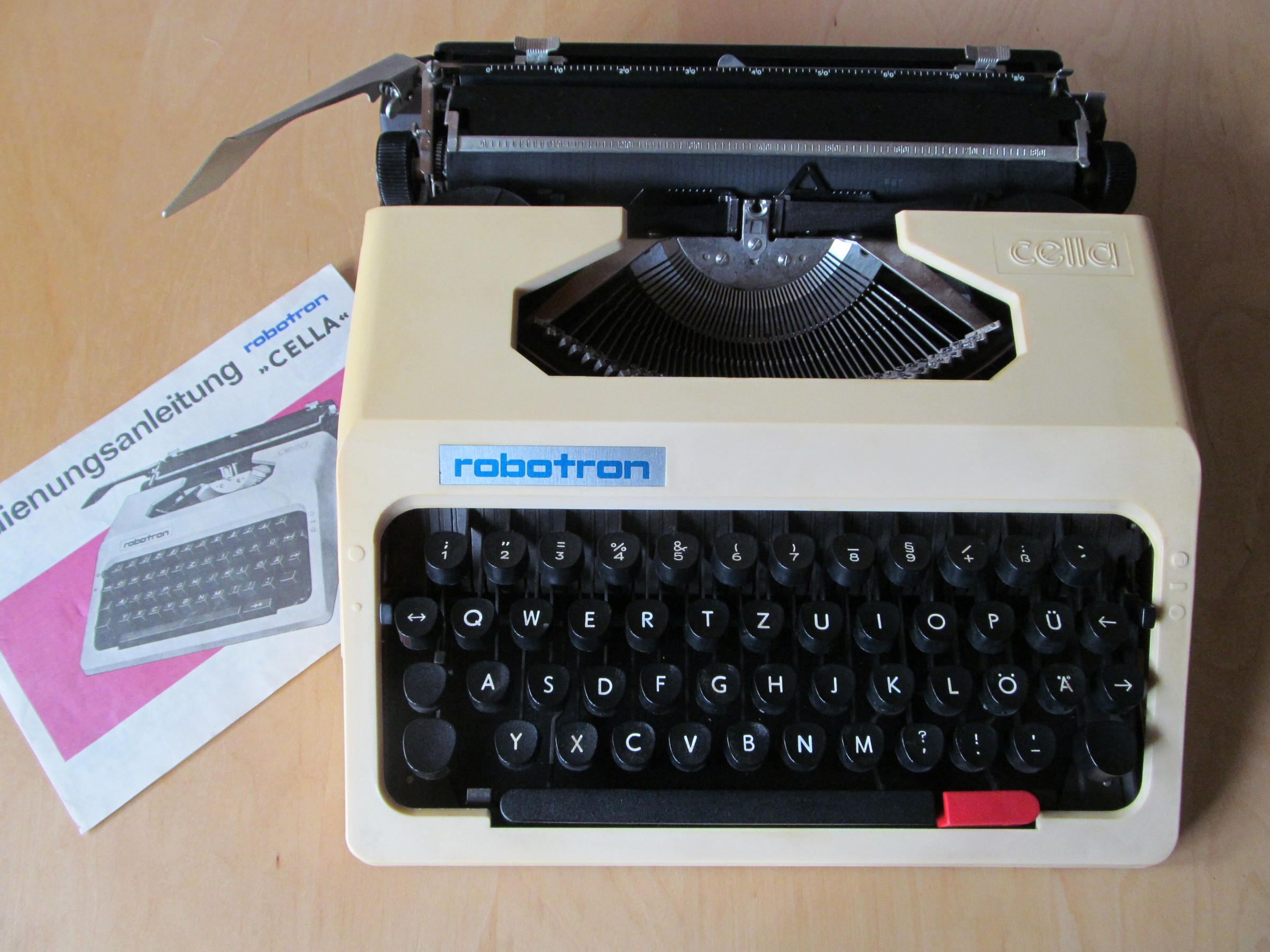
Schreibmaschine Robotron Cella 1987

- Sportwagenstudie / Modell 1:5, Ing.-Schule Kfz.-Bau Zwickau, 1955
- Pkw-Modelle, Diplomarbeit, Hochschule für bildende und angewandte Kunst, Berlin, 1960/61
- Rundfunkgeräte „Heliradio“, K. C. Dietel und L. Rudolph, 1960–1991
- Frontgestaltung LKW W50 auf Basis Grundentwurf W 50 von Peter Thieme
- Mokicks der Reihe Simson SR 4-2 K. C. Dietel, 1962–1967; Mokicks/Roller S 50 bis SR50C,
- Realisierung Offenes Prinzip, K. C. Dietel, L. Rudolph, 1967–1990
- Grundentwurf Pkw AWE Wartburg 353, 1962, Innengestaltung K. C. Dietel und L. Rudolph 1963–1965
- Kleinrechner D4a, 1963–64; Technische Universität Dresden / Nikolaus Joachim Lehmann
- Aufschnittmaschine MS 1; 1964; FEUMA Gastromaschinen Gössnitz/Thür.
- Pkw Trabant-Nachfolgefahrzeuge von P 603 bis P 601/W II, Sachsenring Zwickau, seriell nicht gefertigt, K. C. Dietel ab 1963 und mit L. Rudolph ab 1965; bis 1984
- Lkw 515, 1013, L60 der IWL Ludwigsfelde, seriell nicht gefertigt, K. C. Dietel 1963–1974;
- Lkw O 611 Robur Zittau; Bus O 611, VEB Karosseriewerke Halle, K. C. Dietel und L. Rudolph 1973–1976, Robur LO 3004 1993–1994
- EDV-Anlage Großrechner R300, R21 Robotron, K. C. Dietel, teilweise mit C. Berndt, 1963–1967
- Lochkarten-Stanzgerät, 1963; Zentronik Sömmerda
- Magnetbandspeicher ZMB 30, ZMB 61 Carl Zeiss Jena, K. C. Dietel 1963–1970
- Pallettieranlage, 1967, PAMA Freiberg
- Modellstudie Schreibmaschine, 1. Preis Wettbewerb 1965, Schreibmaschinenwerke SWD Dresden
- Schreibmaschinen Erika 50/60, Erika 110/120, SWD Dresden, 1965–1981
- Pkw „Repräsentant“, 1969, Sachsenring Zwickau / AWE Eisenach; mit E. Heinig, L. Rudolph
- Pkw-Studie 1971/72, AG Rat Bezirk Karl-Marx-Stadt / Kultur; mit L. Rudolph
- Studie Pkw-Bedienbereich, 1976, Kulturfond/DDR, mit L. Rudolph
- SIMSON Motor M 531, 1976–78, mit L. Rudolph
- Elektronische Schreibmaschine PKSM, 1981, SWD Dresden
- Numerische Steuerung CNC 700, 1983–1985, Numerik Karl-Marx-Stadt
- Schreibmaschine Robotron Cella, 1983–1985; Rechenelektronik Zella-Mehlis
- Flachrundstrickmaschinen (FRJ 5480 bis FRJ 2000, 1982–1994, Elite-Diamant, Karl-Marx-Stadt/Chemnitz)
- Motorräder MZ ES 250/1, 1962 K. C. Dietel; MZ ETZ 125/150, MZ ETZ 251 1986–88, K. C. Dietel, L. Rudolph 1981–85, MZ Zschopau
- Gastromaschinen Feuma, 1964–1992; Feuma Gössnitz
- Elektrofahrrad „Cityblitz“, 1991; Elite-Diamant Chemnitz
- Elektro-Pkw „E-SAX“, Studie, 1991, BHL Limbach-Oberfrohna
- Vakuumgießmaschine VGM 750, 1992; VG Kunststofftechnik Chemnitz
- Laserschweißkopf, 1992/93, Thyssen Krupp Drauz Hohenstein-Ernstthal
- Waggon REX Regionalexpress, Wettbewerbsbeitrag für DB AG, 1994; mit L. Rudolph, D. v. Amende
- Laserschweißanlage CWL, 1990, für Krupp Drauz Ing.-Betrieb Hohenstein-Ernstthal
- „Teampunkt“ – Kommunikationstresen, 1999, für Krupp Drauz Ing.-Betrieb Hohenstein-Ernstthal
- Textilmaschinen Terrot, ab 2003; Terrot Strickmaschinen Chemnitz
- Lasermaschinen Excimer 193-1, 2005, 3D-Micromac Chemnitz
- Multifunktionstelefone Swingline I, Swingline II; K. C. Dietel und L. Rudolph 1995–1998; Sigma Chemnitz / Philips Bautzen
- Schweißanlage Turboweld, Thyssen Krupp Ravensburg, 2007; installiert im Werk Duisburg
- Heckenschere HQM, 2015, Mogatec Drebach

Architekturbezogene Arbeiten
- Formgestaltungsprogramm Karl-Marx-Stadt / Chemnitz 1969
- FDGB-Heim „Am Fichtelberg“ Oberwiesenthal, 1972–1975;
- Wasserspiel „Kugelbrunnen“, VZ Yorckgebiet, Karl-Marx-Stadt / Chemnitz, 1972, mit R. Grütz
- Deckenelemente Großer Saal / Palast der Republik Berlin, 1973–74; mit L. Rudolph, D. v. Amende
- Bauplastik, Edelstahl, FDGB-Heim „Am Fichtelberg“, 1975
- Bauplastik Edelstahl / Holz, Mensa Bergakademie Freiberg, 1975, mit H. Brockhage
- „Konstruktive Plastik“ / „Teilung“; Brückenstraße Chemnitz, 1976–80
- „Ehrenhain der Sozialisten“, Friedhof Wartburgstraße Chemnitz, 1976–81; mit H. Brockhage, G. Kohl, H. Schumann
- „Garten der Freundschaft K.-M.-Stadt“, Wettbewerbsbeitrag, 1. Preis, 1976, mit L. Hahn, K. Wienke, H. Stephan
- Wasserspiel im Stadtbad Chemnitz, 1978–80
- Oper Karl-Marx-Stadt / Chemnitz – Grundkonzept Rekonstruktion mit P. Koch; später mit K. H. Barth, G. Hauptmann, J. Krüger 1984–1992;
- Farbbügel Schmidtbank-Passage Chemnitz, mit L. Rudolph, 1999;
- Mercure-Hotel Chemnitz 1996–1998; Wasserwand, Lichtleitern „Himmelsleiter“
- FDGB-Heim Schöneck 1978–1984;
- Wasserspiel, Stadtbad Chemnitz 1981–1982;
- Raum der Stille, Bethanien-Kliniken Chemnitz 2003, mit Steffen Volmer
- Hauszeichen für Stefan Heym, Chemnitz – an Geburts-, Wohnhaus; Edelstahl; 2003, 2007
- Beitrag zu Wettbewerb „Rathausplatz Oelsnitz / Erzgebirge“, 2007; mit K.-L. Keller
- Blaue Stele, Freifläche vor der Schmidtbankpassage Theaterstraße/Ecke Hartmannstraße, Chemnitz, 2001[15]
- Restaurant SCHALOM, chemnitz – Gestaltkonzept Material, Licht, Farbe, Eingangsüberdachung Edelstahl 2010–2012
- Farbkonzept / Visuelle Kommunikation für Türme MESSE CHEMNITZ 2017
- Farbkonzept Kino „Metropol“ Chemnitz 2021

Freie Arbeiten
- Plastik „Für Peter Mitterhofer“, 1979
- Plastik „Das alte Neue“; Edelstahl / Holz, 1981, mit H. Brockhage
- Plastik „Wandel“ vor Industriemuseum Chemnitz, 2007–2013
- Plastik „Teilung“ Brückenstraße Chemnitz 1976–’81

Arbeitsumweltgestaltung
- Harlass-Gießerei Wittgensdorf 1974–1984; Leitung Konzeptionsgruppe
- Krupp Drauz Hohenstein-Ernstthal 1991–1997
- Porsche AG Stuttgart 1994–1998 mit L. Rudolph
- VW Slovakia Bratislava 1992–2001, VW Sachsen / Mosel 1999–2000, VW Hannover 1998–2001 mit L. Rudolph
- Scherdel Marienberg ab 2008, u. a.

Signets, Produktgrafik
- ab 1960, u. a. HELIRADIO (mit L. Rudolph); SIMSON, DIAMANT, FEUMA, IFA WTZ Hohenstein-Ernstthal, Theater Zwickau-Plauen, M. Brandt – Gesellschaft Chemnitz, NUMERIK, BASEG, Automotive Cluster Ostdeutschland u. v. a.

Architektur
- Krupp Drauz, Hohenstein-Ernstthal, Werkserweiterung 1999–2002
- Haus Freitag, Chemnitz-Kleinolbersdorf, Zum Adelsberg 39, 1999–2001[16]
- Pavillongruppe, Schmidtbankpassage Chemnitz, 1999–2001
- Umbau Kindergarten zu Betriebsstätte VG Kunststofftechnik Chemnitz; 1997–2001

Farbkonzepte, Visuelle Kommunikation
- Neue Sächsische Galerie / Aktienspinnerei Chemnitz, 2000–2001
- Bethanien-Kliniken Chemnitz, ab 2002, teilweise mit S. Volmer
- Stadthalle Chemnitz, 2004–2006
- Diakonissenkrankenhaus Dessau, 2004–2006

## Ausstellungen
- Teilnahme an allen Bezirkskunstausstellungen Bezirk Karl-Marx-Stadt/Chemnitz seit 1965
- Teilnahme an allen DDR-Kunstausstellungen Dresden seit 1962
- Teilnahme an Ausstellungen „Gute Form“ bzw. später „DDR Form“ seit 1962, Grassi Museum für Angewandte Kunst Leipzig
- „Für den Gebrauch“, K. C. Dietel und L. Rudolph, Meerane 1978–1979, Kleine Galerie des Kulturbund/DDR Meerane
- „Suche nach Gestalt unserer Dinge“. K. C. Dietel und L. Rudolph, Karl-Marx-Stadt, Kunstsammlungen, 1985
- „SEKTOR SIEBEN“, Plauen/Vogtland, 1998
- „Clauss Dietel und Lutz Rudolph – Gestaltung ist Kultur“, Sammlung Industrielle Gestaltung Berlin, 24. Oktober 2002 bis 9. März 2003
- „Clauss Dietel, Sachsen – Fahrzeugformen ab 1961“, Sächsisches Industriemuseum Chemnitz, 14. November 2004 bis 23. Januar 2005[17]
- Teilnahme an „Im Designerpark“, 2004/2005, Darmstadt / Mathildenhöhe
- Teilnahme an „Gebrauchsgut“, 2005, Kestner-Museum Hannover
- Teilnahme an „Gute Form aus Sachsen“, Wasserschloss Chemnitz-Klaffenbach, 2011
- „HELIRADIO – Moderne in Limbach-Oberfrohna“, Esche-Museum Limbach-Oberfrohna, 2014
- Teilnahme an „Design DDR / BRD“, Neues Museum Nürnberg, 2015
- Teilnahme an „Alles nach Plan?“ Haus der Geschichte Bonn / Kulturbrauerei Berlin, III/2016–I/2017
- Teilnahme an „Farebna Sed – Buntes Grau“, Design Museum Bratislava, 10/2016–2/2017
- Teilnahme an „Ostform – Formgestaltung in der DDR“, Sachsenlandhalle Glauchau, 2020
- Teilnahme an „IV. Sächsische Landesausstellung“, Zwickau / Audi-Bau, 7/2020–12/2020
- „Trotzdem Chemnitz – Industrie, Brüche, Anspruch“. Galerie Denkart Chemnitz, 2. September–10. Dezember 2020
- simson, diamant, erika – Formgestaltung von Karl Clauss Dietel. Kunstsammlungen Chemnitz, 2021[18]
- Die gespaltene Generation, Neue Sächsische Galerie, Chemnitz, 2024[19]

Vorträge
- „Ostform“
- „Unterm Rad“
- „Marianne Brandt. 3 Zeiten“
- „Avantgarde!?“
- „Design oder Nichtsein – ist das eine Frage?“

## Sammlungen und Museen mit Werken Dietels
- Kunstsammlungen Chemnitz[20]
- Museum für Kommunikation Berlin
- Deutsches Technikmuseum Berlin
- Sammlung Industrielle Gestaltung Berlin im Haus der Geschichte Bonn
- Industriemuseum Chemnitz
- Neue Sächsische Galerie Chemnitz
- Kunstgewerbemuseum Dresden[21]
- Verkehrsmuseum Dresden
- Technische Sammlungen Dresden
- Museum August Kestner Hannover
- Grassi Museum für Angewandte Kunst Leipzig[22]
- Pinakothek der Moderne München / Nürnberg – Die Neue Sammlung
- Technische Universität Dresden / Kustodie
- Fahrzeugmuseum Suhl
- August Horch Museum Zwickau
- Museum für sächsische Fahrzeuge Chemnitz
- Museum Utopie und Alltag Eisenhüttenstadt[23]
- Radiogerätesammlung Berthold Grenz, Schönau/Wildenfels
- Swiss Car Register, Safenwil, Schweiz
- Museum Dizain, Bratislava

## Auszeichnungen
- Kulturpreis Rat des Bezirkes Karl Marx-Stadt / Chemnitz, 1969
- Johannes-R.-Becher-Medaille des Kulturministeriums DDR, 1972
- Kunstpreis des FDGB im Kollektiv mit Volker Beier, Hans Brockhage, Helmut Humann und Carl-Heinz Westenburger für die Gestaltung des FDGB-Heims „Am Fichtelberg“, 1976
- Wettbewerb „Freundschaftsgarten Karl-Marx-Stadt“, 1. Preis / im Kollektiv, 1976
- Nationalpreis der DDR für Kunst und Kultur III. Klasse, 1980
- Designpreis DDR im Kollektiv, 1984
- Kunstpreis des FDGB im Kollektiv für Gestaltung Harlass-Giesserei Wittgensdorf, 1985
- Designpreis der Bundesrepublik Deutschland, 2014
- DWB Sachsen Ehrenmitglied, 2014
- „Goldenes Lenkrad“ Prag/Tschechien, 2018

## Gedenkstein
Am 20. Juni 2024 ließ die Gemeinde Reinholdshain (Glauchau) vor Dietels Geburtshaus (heutige Wolkenburger Str. 4, früher Waldenburger Str. 4) einen Gedenkstein mit Metalltafel errichten, welcher am 21. Juni im Beisein von Reinholdshainer Ortschaftsrat und Glauchauer Oberbürgermeister Marcus Steinhart sowie der Witwe Maria Dietel und seiner Schwester Anita eingeweiht wurde (ohne Beisein von Öffentlichkeit und Presse).

## Filme
- Vom aufrechten Sitz zum aufrechten Gang – die Gestalter K. C. Dietel und L. Rudolph, NDR TV, Autor Klaus Goldinger, Erstsendung 13. Dezember 1992
- Zeitzeugeninterview Karl Clauss Dietel, Haus der Geschichte Bonn, 2015
- Stop Styling, Film von Gregor Hutz, 2016
- Die nie gebauten Autos – Made in GDR, MDR TV, 2018
- Zur Gestaltung Tischrechner D4a der TU Dresden, Interview mit K. C. Dietel; TU Dresden 2018